# روز آزادی سخت‌افزار

لوگوی روز آزادی سخت‌افزار

روز آزادی سخت‌افزار یک جشن سالانه است که توسط بنیاد آزادی دیجیتال برگزار می‌شود. هدف روز آزادی سخت‌افزار جشن گرفتن روح سخت‌افزار باز و آگاهی بیشتر مردم از استفاده و مشارکت در پروژه‌های رایگان و سخت‌افزاری است. اولین روز آزادی سخت‌افزار در ۲۰ آوریل ۲۰۱۳ برگزار شد. تاریخ رویداد مربوط به سال ۲۰۲۴ برابر با ۲۰ آپریل است.

## اهداف
- برای گسترش آگاهی در مورد سخت‌افزار آزاد و باز
- برای تشویق مشارکت کاربران
- برای ارائه یک پلت فرم مشترک برای افرادی که علاقه‌مند به سخت‌افزار باز هستند تا ایده‌ها و علایق خود را به اشتراک بگذارند

## برنامه
هر کسی می‌تواند یک رویداد روز آزادی سخت‌افزار را سازمان‌دهی کند و هیچ برنامه سخت‌گیری دنبال نمی‌شود. بنیاد آزادی دیجیتال این رویداد را در سطح جهانی هماهنگ می‌کند و پشتیبانی، هدایا و فضای همکاری متمرکز را ارائه می‌دهد. با این حال، تیم‌های داوطلب در سراسر جهان این رویدادها را خودشان سازماندهی می‌کنند.
برخی از فعالیت‌های رایج رویدادهای روز آزادی سخت‌افزار عبارتند از
- کارگاه آموزشی انواع سخت‌افزار باز
- مسابقات هک باز
- نمایش پروژه‌ها
- معرفی پروژه‌های جدید
- صحبت می‌کند

## سخت‌افزار را باز کنید
در زمینه روز آزادی سخت‌افزار، اصطلاح سخت‌افزار باز شامل دستگاه‌های فیزیکی می‌شود که طراحی آنها می‌تواند بدون محدودیت در عموم به اشتراک گذاشته شود و آزادانه اصلاح و توزیع شود.
این طرح شامل تمام اطلاعاتی است که یک فرد برای ایجاد مجدد دستگاه به آن نیاز دارد.

## مسائل ۲۰۱۵–۲۰۱۶
سرورهای بنیاد آزادی دیجیتال در کریسمس ۲۰۱۵ هک شدند (در لیست پستی آنها ارسال شده‌است) و برای بازگشت به مشکل تلاش کرده‌اند. HFD 2016 برای ۹ آوریل ۲۰۱۶ برنامه‌ریزی شده‌است، اما هیچ ثبت نامی در دسترس نیست که برگزاری جشن امسال را سخت می‌کند.